# Alan Pardew
Alan Scott Pardew (* 18. července 1961 Wimbledon) je bývalý anglický fotbalista a fotbalový manažer, který v minulosti vedl mimo jiné anglický prvoligový tým Crystal Palace, odkud byl po dlouhodobé sérii špatných výsledků vyhozen. Od září roku 2022 je trenérem řeckého týmu Aris Soluň.